# The First Vision
The First Vision – pierwsze DVD Mariah Carey wydane w 1991 roku. Zawiera ono teledyski do czterech pierwszych singli wokalistki: "Vision of Love", "Love Takes Time", "Someday" i "I Don't Wanna Cry". Zawira on także materiał nagrany do "There's Got To Be a Way". Na płycie zawarty jest także pierwszy publiczny występ wokalistki, w trakcie którego wykonuje ona "Vison of Love" i "Love Takes Time" oraz piosenkę "Vanishing", która pochodzi z Mariah Carey oraz piosenkę  Arethy Franklin "Don't Play That song" (śpiewała także "I Don't Wanna Cry, ale ujęcie z tego nie zostało uwzględnione).
Kulisy zawierają wywiad z Carey, w którym opowiada ona o swoich marzeniach, życiu i muzyce. Pokazują także ją śpiewającą "All in Your Mind". Występ, podczas którego śpiewała 'Don't Play That Song" oraz "Vanishing" został umieszczony na DVD dodanym do specjalnej australijskiej wersji płyty Mariah Carey.

## Lista utworów
1. "Vision of Love" (teledysk)
2. "Vanishing" (live)
3. "Love Takes Time" (teledysk)
4. "Don't Play That Song" (koncert)
5. "I Don't Wanna Cry" (teledysk)
6. "Someday" (New 12" Jackswing) (teledysk)
7. "Love Takes Time" (koncert)
8. "Vision of Love" (koncert)